# Dave Treen
Pour les articles homonymes, voir Treen.
David Conner Treen, Sr. dit Dave Treen, né le 16 juillet 1928 et mort le 29 octobre 2009, est un homme politique américain. Membre du Parti républicain, il est gouverneur de la Louisiane du 10 mars 1980 au 12 mars 1984.

## Biographie
Diplômé de droit de l'université Tulane, Dave Treen devient avocat en 1950. Il sert dans la United States Air Force de 1951 à 1952. Il se présente sans succès à la Chambre des représentants des États-Unis en 1962, 1964 et 1968 puis au poste de gouverneur en 1972. Il entre finalement au Congrès en 1973. Il démissionne de la Chambre des représentants en mars 1980, lorsqu'il devient gouverneur de Louisiane. Candidat à sa réélection en 1983, il est battu par Edwin Edwards.

### Articles annexes
- Liste des représentants de Louisiane
- Liste des gouverneurs de Louisiane